# صموئيل كو
صموئيل كو (3 يونيو 1873 في المملكة المتحدة - 4 نوفمبر 1955 في المملكة المتحدة)  (بالإنجليزية: Samuel Coe)‏ هو لاعب كريكت بريطاني وبريطاني (وحمل سابقاً جنسية المملكة المتحدة لبريطانيا العظمى وأيرلندا). لعب مع نادي مقاطعة ليسترشاير للكريكت ‏ وLondon County Cricket Club ‏.

## وصلات خارجية
- صموئيل كو على موقع إي آس بي آن كريك إنفو (الإنجليزية)